# Красный Сокол (Кировская область)
Кра́сный Со́кол, Сокол Красный — упразднённая в 1987 году деревня в Шабалинском районе Кировской области России. Входила в состав Указинского сельсовета. Находится на территории Новотроицкого сельского поселения.

## География
Расположена в западной части региона, в пределах Волжско-Ветлужской равнины, в подзоне южной тайги, на р. Балыковка.

### Географическое положение
Расстояния по прямой (в км) и направление (стрелкой) до объекта:
- поч. Крутенский (← 0.8 км)
- д. Красная Гора (↖ 2.1 км)
- д. Красное Знамя (↑ 2.3 км)
- д. Крутые Лога (← 2.4 км)
- д. Новый Заселок (↖ 3.5 км)
- д. Калиновская (↘ 4.4 км)
- д. Макаровское (↘ 4.8 км)
- Бараки Подучасток № 106 (↑ 5.3 км)
- Подучасток Кука (↗ 5.7 км)
- поч. Калиновский (↓ 5.7 км)
- д. Коврижинское (→ 5.9 км)
- д. Красная Поляна (↗ 9.1 км)
- поч. Новозаводский (↑ 9.4 км)
- раз. Разъезд № 60 (↑ 9.5 км)
- поч. Крапивный (↙ 9.6 км)
- ж/д раз. Метил (↑ 9.8 км)
- д. Васенево (→ 9.9 км)

### Климат
Климат характеризуется как континентальный, с продолжительной холодной снежной зимой и умеренно тёплым коротким летом. Среднегодовая температура — 1,6 °C. Средняя температура воздуха самого холодного месяца (января) составляет −13,8 °C; самого тёплого месяца (июля) — 17,5 °C. Безморозный период длится 89 дней. Годовое количество атмосферных осадков — 721 мм, из которых 454 мм выпадает в тёплый период.

## История
В списке населённых пунктов Кировской области 1939 г. починок Красный Сокол входил в Петровский сельсовет, Шабалинский район
На 1 января 1950 г. зафиксирован как починок Сокольский в том же Петровском сельсовете
Административно-территориальное деление Кировской области на 1 июня 1978 г. приводит такие данные: деревня Красный Сокол, Указинский сельсовет, Шабалинский район, в 19 км от центра сельсовета.
Решением Кировского облсовета № 90 от 11.02.1987 деревня Красный Сокол Шабалинского района упразднена.